# Mellette
Mellette è un comune degli Stati Uniti d'America, situato in Dakota del Sud, nella contea di Spink.

## Storia
Mellette fu progettata nel 1881 ed è chiamata così in onore del governatore Arthur C. Mellette.